# 井内舞子
井内 舞子（いうち まいこ、1月2日 - ）は、日本の作曲家、編曲家。
元I'veのメインクリエイターの1人として、美少女ゲームやテレビアニメのBGMを中心にボーカル曲も多数手掛けている。広島県出身。血液型はO型。2005年頃までは羽越 実有（うえつ みう）の名義で活動していた。

## 概要
- 幼少時よりピアノや作曲、パーカッション等を習い、中学と高校時代はドラマーとしてバンド活動に勤しむ[1]。
- 国立音楽大学音楽デザイン学科に進学し、現代音楽やレコーディング、サウンドデザインの基礎等を学ぶ[1]。
- ゲーム会社SNKのサウンド開発部で音楽制作に携わった後、中沢伴行の誘いで2002年からI'veに参加[1]。
- ボーカル曲においては独特のコーラスワークやストリングスアレンジを活かしたポップな楽曲の作曲・編曲を得意としている。
- かつて「Eu-t」という名義を用いて、キングレコードから発売されたI'veプロデュースによるテクノ&トランス系コンピレーションアルバム『verve-circle』シリーズに楽曲を提供したことがある。
- I'veの活動拠点は北海道札幌市だが、彼女は当初大阪府内にある自身のスタジオ「STUDIO_MICE」から外注スタッフとして参加していた。
- 2013年1月1日、I'veサウンドクリエイターの正式メンバーとなったが、2017年以降は再び外注スタッフに戻っており、I'veには所属していない。

## 主な楽曲
| 曲名                                          | アーティスト名        | タイアップ・収録作品                                                     | 担当                  |
| --------------------------------------------- | --------------------- | ------------------------------------------------------------------------ | --------------------- |
| Do you know the magic?                        | 詩月カオリ            | PCゲーム『魔法はあめいろ?』オープニングテーマ                            | 作編曲 (羽越実有名義) |
| Shining stars bless☆                          | 詩月カオリ            | TVアニメ『ななついろ★ドロップス』オープニングテーマ                      | 作編曲                |
| open                                          | 詩月カオリ            | TVアニメ『つよきす Cool×Sweet』エンディングテーマ                        | 作編曲                |
| ↑青春ロケット↑                                | KOTOKO                | PCゲーム『すぺーす☆とらぶる』主題歌                                      | 作編曲                |
| Mighty Heart ～ある日のケンカ、いつもの恋心～ | KOTOKO                | PCゲーム『つよきす』オープニングテーマ                                   | 編曲 (羽越実有名義)   |
| Swift Love ～健全男子にモノ申す～             | KOTOKO                | PCゲーム『つよきす 2学期』オープニングテーマ                             | 作編曲                |
| La clef ～迷宮の鍵～                          | KOTOKO                | 漫画『異国迷路のクロワーゼ』イメージソング                               | 作編曲                |
| *bloom*                                       | KOTOKO                | PCゲーム『もっと 姉、ちゃんとしようよっ! After Story』オープニングテーマ | 作編曲                |
| Egen                                          | MELL                  | PCゲーム『ソニックダイヴ』オープニングテーマ                             | 作編曲 (羽越実有名義) |
| Virgin's high！                               | MELL                  | TVアニメ『スカイガールズ』オープニングテーマ                             | 作編曲                |
| Bizarrerie Cage                               | MELL                  | PCゲーム『猟奇の檻 第2章』主題歌                                         | 作編曲                |
| Infection                                     | MELL                  | TVアニメ『学園黙示録 HIGHSCHOOL OF THE DEAD』第7話 挿入歌                | 作編曲                |
| Cherish                                       | MOMO                  | PCゲーム『真・燐月』主題歌                                               | 作編曲                |
| two HeaRt                                     | 桐島愛里              | PCゲーム『Futa・Ane 〜ふたあね〜』オープニングテーマ                     | 作編曲                |
| 絆 ～endless days～                           | 桐島愛里              | PCゲーム『もっと 姉、ちゃんとしようよっ!』エンディングテーマ             | 作編曲                |
| Rolling Star☆彡                               | Larval Stage Planning | PCゲーム『キサラギGOLD★STAR』オープニングテーマ                          | 作編曲                |
| Baby☆Seven Flight colors                      | Larval Stage Planning | PCゲーム『かみデレ』オープニングテーマ                                   | 作編曲                |
| Vacillate                                     | 川田まみ              | PCゲーム『ふたりの兄嫁』オープニングテーマ                               | 作編曲 (羽越実有名義) |
| melty snow                                    | 川田まみ              | PCゲーム『あねいも2 〜Second Stage〜』オープニングテーマ                 | 作編曲                |
| seduce                                        | 川田まみ              | PCゲーム『借金姉妹』主題歌                                               | 作編曲                |
| return to that place                          | 川田まみ              | PCゲーム『そして明日の世界より――』エンディングテーマ                     | 作編曲                |
| masterpiece                                   | 川田まみ              | TVアニメ『とある魔術の禁書目録』後期オープニングテーマ                   | 作編曲                |
| See visionS                                   | 川田まみ              | TVアニメ『とある魔術の禁書目録II』後期オープニングテーマ                 | 作編曲                |
| Magic∞world                                   | 黒崎真音              | TVアニメ『とある魔術の禁書目録II』前期エンディングテーマ                 | 作編曲                |
| ANSWER                                        | 黒崎真音              | PSP用ゲーム『とある魔術の禁書目録』オープニングテーマ                    | 作編曲                |
| REINCARNATION                                 | 黒崎真音              | TVアニメ『東京レイヴンズ』イメージソング                                 | 作編曲                |
| Recall                                        | Ray                   | TVアニメ『AMNESIA』エンディングテーマ                                    | 作編曲                |
| telepath～光の塔～                            | 三澤紗千香            | アニメ映画『劇場版 とある魔術の禁書目録 -エンデュミオンの奇蹟-』劇中歌   | 作編曲                |
| グローリア                                    | 三澤紗千香            | アニメ映画『劇場版 とある魔術の禁書目録 -エンデュミオンの奇蹟-』劇中歌   | 作詞・作編曲          |
| 君が笑む夕暮れ                                | 南條愛乃              | TVアニメ『東京レイヴンズ』エンディングテーマ                             | 作編曲                |
| 共鳴のTrue Force                              | 原田ひとみ            | TVアニメ『精霊使いの剣舞』オープニングテーマ                             | 作編曲                |
| 星瞬COUNTDOWN                                 | team鳳                | TVアニメ『スタミュ』第1期エンディングテーマ                              | 作編曲                |
| Lostorage                                     | 井口裕香              | TVアニメ『Lostorage incited WIXOSS』オープニングテーマ                   | 作編曲                |
| D-(A)LIVE!!                                   | No Limit              | TVアニメ『WIXOSS DIVA(A)LIVE』オープニングテーマ                         | 作編曲                |

## 楽曲提供

### ボーカリスト
I'veのボーカリスト以外に提供したもののみを記載。
- DELIGHT／愛内里菜（編曲）
- 好きだよ／茶太（作曲）
- Magic∞world／黒崎真音（作曲・編曲）
- ANSWER／黒崎真音（作曲・編曲）
- starry×ray／黒崎真音（作曲・編曲）
- fixxx and lie／黒崎真音（作曲・編曲）
- K・O・N♡／黒崎真音（作曲・編曲）
- REINCARNATION／黒崎真音（作曲・編曲）
- Spring up／IKU（作曲・編曲）
- EXEC_CUTYPUMP/.／あう（作曲・編曲）
- EXEC_Z/.／東川遙（作曲・編曲）
- Orbita／Annabel（作曲）
- Little Forest／やなぎなぎ（作曲）
- 讒言 -沈みゆく私の-／Ray（作曲・編曲）
- Recall／Ray（作曲・編曲）
- 契 -この広い、広い、時空を越えて-／Ray（作曲・編曲）
- Harvest／多田葵（作曲・編曲）
- Shiny Heart Shiny Smile／堀江由衣（作曲・編曲）
- telepath 〜光の塔〜／三澤紗千香（作曲・編曲）
- グローリア／三澤紗千香（作詞・作曲・編曲）
- OVER／三澤紗千香、日笠陽子（作曲・編曲）
- I WILL BE WITH YOU／成瀬瑛美（作曲・編曲）
- 君が笑む夕暮れ／南條愛乃（作曲・編曲）
- Recording.／南條愛乃（作曲・編曲）
- blessing symphony／南條愛乃（作曲・編曲）
- 今日もいい天気だよ／南條愛乃（作曲・編曲）
- ゼリーな女／南條愛乃 (作曲・編曲)
- pledge／南條愛乃 (編曲)
- Latest Page／南條愛乃 (編曲)
- THE MEMORIES APARTMENT／南條愛乃 (作曲・編曲)
- 共鳴のTrue Force／原田ひとみ（作曲・編曲）
- Daydream Duel／原田ひとみ（作曲・編曲）
- Velvet Crow／原田ひとみ（作曲・編曲）
- 恋はワン・ツー〜あなたはモンスター〜／金元寿子（作曲・編曲）
- 星瞬COUNTDOWN／team鳳（作曲・編曲）
- killy killy JOKER／分島花音（Remix）
- world's end, girl's rondo／分島花音（Remix）
- Lostorage／井口裕香（作曲・編曲）
- spring heart／楠田亜衣奈（作曲・編曲）
- Kissing You／りあん（編曲）
- D-(A)LIVE!!／No Limit（作曲・編曲）

### ゲームBGM
- 新人看護婦 美帆 〜十九歳の屈辱日記〜（Anim）
- こなたよりかなたまで（F&C）
- うたう♪タンブリング・ダイス（Emu）
- 夢幻の迷宮3 Type S（ソフトウェアハウスぱせり）
- 凌辱制服女学園 〜恥蜜に濡れた制服〜（SQUEEZ）
- 犠母姉妹（Selen）
- 巫女舞 〜ただ一つの願い〜（etude）　※ 中沢伴行との共作
- 燐月-リンゲツ-（Selen）
- IMMORAL（BLUE GALE）
- SlowStep 初めての恋愛（IMAGE CRAFT）
- あねいも 〜アイとHのステップアップ〜（ぷちぱじゃま）
- 姉、ちゃんとしようよっ!2（きゃんでぃそふと）
- OL姉妹（Selen）
- つよきす（きゃんでぃそふと）
- 智代アフター 〜It's a Wonderful Life〜（Key）　※ 折戸伸治、戸越まごめ、麻枝准との共作
- ふたりの兄嫁（Selen）
- ソニックダイヴ（ソフトハウスParsley）
- 連鎖病棟（Selen）
- 借金姉妹（Selen）
- あねいも2 〜Second Stage〜（bootUP!）
- そして明日の世界より――（etude）
- 冬のロンド（DIVA）
- あねいも2H's 〜もっとHにステップUP!〜（bootUP!）　※ Elements Gardenとの共作
- あねいも2 いもいもFD 〜皐月＆唯のLOVEエロプチ旅行編〜（bootUP!）　※ Elements Gardenとの共作
- メカミミ（きゃんでぃそふと）
- 借金姉妹2（Selen）
- はらみこ（Selen）
- 借金姉妹２AfterStory（Selen）
- あねいも2 あねあねミニFD 〜深月＆沙織のLOVEエロサマーバケーション〜（bootUP!）　※ Elements Gardenとの共作
- Futa・Ane 〜ふたあね〜（bootUP!）　※ 一色由比、Elements Gardenとの共作
- プリズム☆ま〜じカル 〜 PRISM Generations! 〜（ぱじゃまソフト）
- Rewrite（Key）　※ 折戸伸治、麻枝准、細井聡司、水月陵との共作
- 勇者30 SECOND（マーベラスエンターテイメント）　※ 伊藤賢治、下村陽子、光田康典、浜渦正志...らとの共作

### アニメーションBGM
- シスター・プリンセス RePure
- つよきす
- とある魔術の禁書目録
- とある魔術の禁書目録II
- 劇場版 とある魔術の禁書目録 -エンデュミオンの奇蹟-
- とある科学の超電磁砲
- とある科学の超電磁砲S
- DOG DAYS ※ 一色由比、夏目晋との共作
- DOG DAYS' ※ 一色由比、夏目晋との共作
- あの夏で待ってる
- 東京レイヴンズ
- selectorシリーズ
- ヘヴィーオブジェクト※ 井内啓二との共作
- ネトゲの嫁は女の子じゃないと思った?[2]
- Rewrite
- Lostorageシリーズ
- RErideD-刻越えのデリダ-[3]
- とある魔術の禁書目録III
- とある科学の一方通行
- とある科学の超電磁砲T [4]
- WIXOSS DIVA(A)LIVE